# Кристус, Петрус
Петрус Кри́стус (нидерл. Petrus Christus; ок. 1410, Барле — 1475 или 1476, Брюгге) — южнонидерландский (фламандский) живописец, с 1444 года работавший в Брюгге. Немецкий историк искусства Густав Фридрих Вааген упомянул его прозвание на французский манер: «Пьер Кристофсен»; Иоганн Давид Пассаван установил биографические детали и некоторые истории приписываемых художнику произведений. Свои работы мастер подписывал: PETRUS XPI ME FECIT («Петрус Кристус меня сделал»), затем следовал год, либо монограммой: XPR или XPI.

## Биография
Петрус Кристус считается в истории западноевропейского искусства одним из главных последователей ранненидерландского живописца Яна ван Эйка, но, вероятно, никогда не был учеником этого мастера. Кристус поселился в Брюгге только через три года после того, как там умер ван Эйк. Петрус Кристус, вероятно, прибыл из Барле в Брюгге 6 июля 1444 года и приобрёл гражданство (по условиям надо было прожить в городе не менее года), чтобы утвердиться там в профессии живописца.
Влияние школы ван Эйка, продолженной членами его семьи, могло с самого начала сыграть важную роль в художественном развитии Петруса Кристуса. Его ранние работы, такие как «Голова Христа», «Святой Иоанн Креститель», «Эксетерская Мадонна» и «Портрет картузианца», ясно указывают на технику ван Эйка. «Судя по способу моделирования объемов, приёмов изображения металлических предметов и парчи, он, кажется, полностью основал свою технику на технике Яна ван Эйка. Он, вероятно, имел доступ в мастерскую Яна ван Эйка после его смерти и мог изучать там инструменты, материалы и незаконченные картины хозяина».
Неизвестно, посещал ли Кристус Италию и влияли ли его произведения непосредственно на творчество Антонелло да Мессины и других итальянских художников своей манерой и нидерландской техникой масляной живописи, но известно, что его картины приобретались итальянцами у общины иностранных торговцев в самом Брюгге. Почти половина его картин была написана по воле итальянских заказчиков, либо они имеют происхождение из Италии или Испании, где с них делали копии. Документ, свидетельствующий о присутствии «Пьеро да Бруджа» (Петрус из Брюгге?) в Милане, может свидетельствовать о том, что он посещал этот город одновременно с Антонелло, и эти два художника могли бы встретиться (если допустить пребывание Антонелло в Милане в 1476 году по приглашению герцога Галеаццо Мария Сфорца, однако 26 декабря того же года герцог был убит заговорщиками, что ставит этот факт под сомнение). Этим можно было бы объяснить поразительное сходство их некоторых произведений, а также относительно быстрое распространение нидерландской техники масляной живописи среди итальянских художников того времени.
Между 1462 и 1463 годами Петрус и его жена стали членами «Братства Богоматери Сухого Древа» (нидерл. Broederschap van Onze-Lieve-Vrouwe van den drogen boom) в Брюгге. Этот факт показывает высокое социальное положение художника, потому что только высшее дворянство могло позволить себе членство в этой ассоциации, в которую также входили герцог и важные члены его двора. Имена Кристусов были упомянуты в списке членов, присоединившихся к братству в 1458—1463 годах. Для общества Петрус написал знаменитую картину «Мадонна Сухого Древа» (Madonna van den Droghen Boom), хранится в Музее Тиссена-Борнемисы в Мадриде.
Из документов известно, что Петрус Кристус и его жена в 1467—1468 годах были членами религиозного общества Богоматери Снежной (нидерл. (Onze-Lieve-Vrouw ter Sneeuw). В 1475 году его жена заплатила последний взнос. Петрус Кристус был членом Гильдии Святого Луки, деканом которой он стал в 1471 году. Художник скончался между 2 сентября 1475 и 13 марта 1476 года и похоронен в церкви Богоматери в Брюгге. Расходы на похороны возместило братство.
Петрус Кристус работал в городе Брюгге три десятилетия; сохранилось тридцать картин, пять рисунков и миниатюра. Девять картин подписаны и датированы, все между 1446 и 1457 годами.
Место самого выдающегося художника Брюгге после смерти Кристуса занял Ханс Мемлинг.
Сын художника — Себастьян (Бастиан) Кристус (?—1500) также стал живописцем, он упоминается местной гильдии живописцев в 1476 году. Считается, что речь идет о внебрачном сыне Петруса, который стал свободным мастером, чтобы руководить мастерской отца. Мастерская Себастьяна Кристуса после его смерти была передана 5 мая 1500 года Петрусу Кристусу Второму (1479—?), сыну Себастьяна и внуку Петруса Первого. Последний иногда отождествляется с испанским живописцем (нидерландцем, работавшим в Испании ?) «Pedro de Cristo», скрытым под инициалами P. C..

## Особенности творческого метода и стиля
На индивидуальный стиль Кристуса помимо ван Эйка оказали влияние Рогир ван дер Вейден и Робер Кампен. Петрус, в свою очередь, унаследовав мастерскую Ван Эйка, оказал значительное воздействие на творчество других мастеров брюггской школы — Дирка Баутса и Гертгена тот Синт Янса. В картинах для церкви Кристус не сумел достичь уровня ван Эйка, однако светские портреты его работы благодаря характерно проработанным деталям и манере стилизации фигур обретают неповторимый облик.
Среди наиболее выдающихся произведений художника — величественная картина «Оплакивание Христа», она хранится в Королевских музеях изящных искусств Бельгии в Брюсселе. Ещё один шедевр — «Мадонна с Младенцем в домашней обстановке» (Музей искусств Нельсона-Аткинса в Канзас-Сити). Перспективный вид интерьера вызывает ассоциации с «Портретом Джованни Арнольфини и его жены» Яна ван Эйка (Лондон, Национальная галерея). Одним из шедевров Кристуса считается «Портрет девушки» в Берлинской картинной галерее.
Петрус Кристус умело адаптировал свой стиль к вкусам заказчиков. Кроме того, Кристус, хотя его и относят к школе фламандских примитивистов, разработал особенную жанровую разновидность и композиционный тип портрета, в котором портретируемый изображён не на условном тёмном фоне, а в жилом интерьере. Он был первым, не считая ван Эйка, кто успешно делал такие портреты. Кристус также полностью интегрировал систему линейной перспективы в свои портретные композиции, чего не достиг ни Ван Эйк, ни его последователи.
Помимо новаций в пространственных построениях Кристус в русле старонидерландских традиций выразительно использовал локальные цветовые отношения и силуэты фигур на ярком цветном или тёмном фоне. Такова его знаменитая композиция  «Мадонна Сухого Древа»  (Madonna van den Droghen Boom) — образ Мадонны с Младенцем в окружении колючих ветвей подобных мандорле, но напоминающих терновый венец. Такая композиция, согласно верованию членов «Братства Богоматери Сухого Древа», восходит к тексту книги пророка Иезекииля: «И узнают все дерева полевые, что Я, Господь, высокое дерево понижаю, низкое дерево повышаю, зеленеющее дерево изсушаю, а сухое дерево делаю цветущим» (Иез. 17:24). Строки пророка члены братства интерпретировали как указание на чудесное зачатие бесплодной Святой Анны, родившей Деву Марию. Одновременно, по иным интерпретациям, сухие ветви указывают на первородный грех и его искупление рождением Спасителя мира. Буквы «А», повторенные золотом на чёрном фоне пятнадцать раз в ветвях сухого древа, символизируют начальную строку молитвы (лат. Ave Maria! — «Радуйся, Мария!»), обращённой к Святой Деве (восходит к Евангелию от Луки: Лк. 1:28, 42). После Петруса Кристуса похожие композиции создавали и другие нидерландские художники.

## Галерея

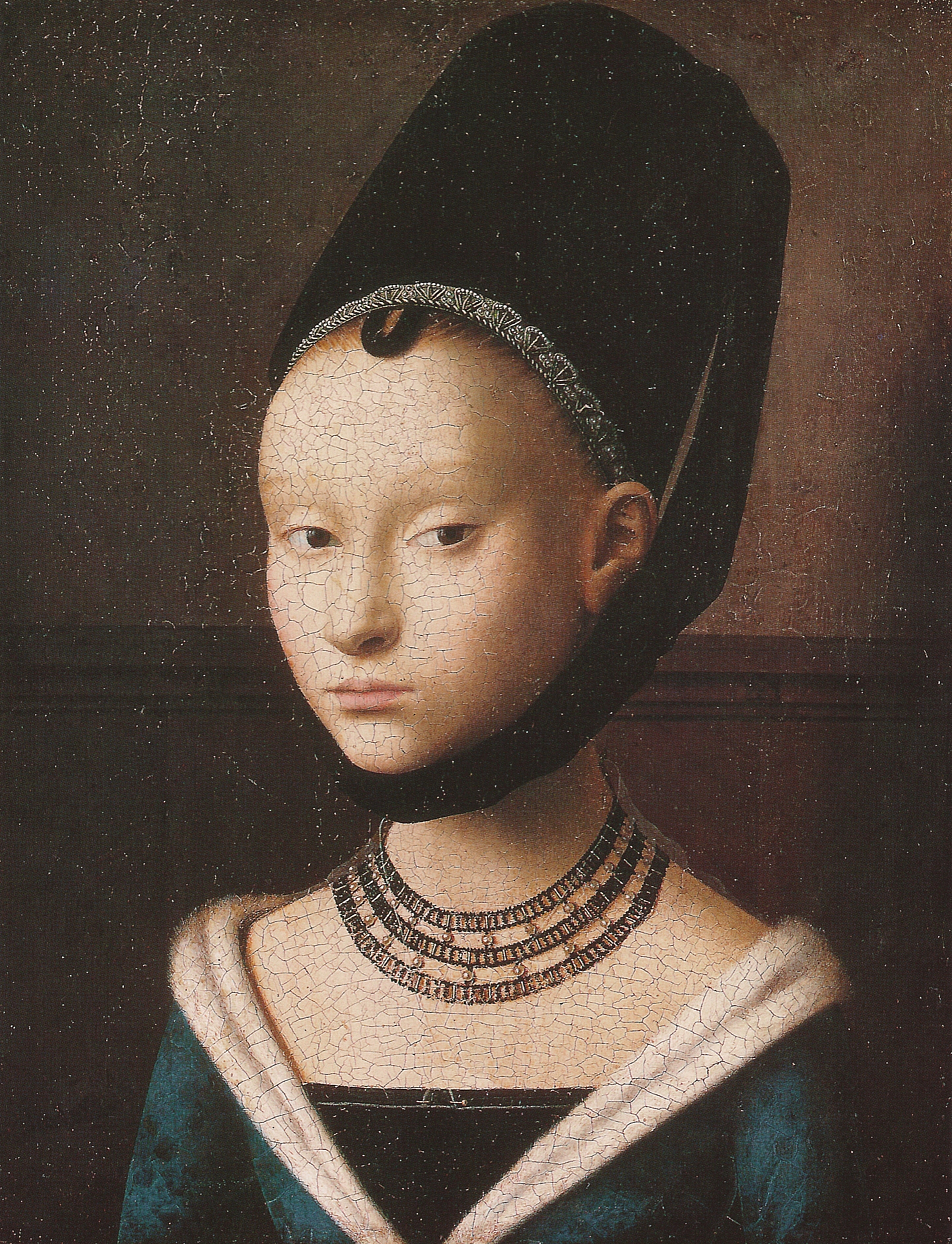
Портрет девушки. ок. 1470. Дерево, темпера, масло. Картинная галерея. Берлин
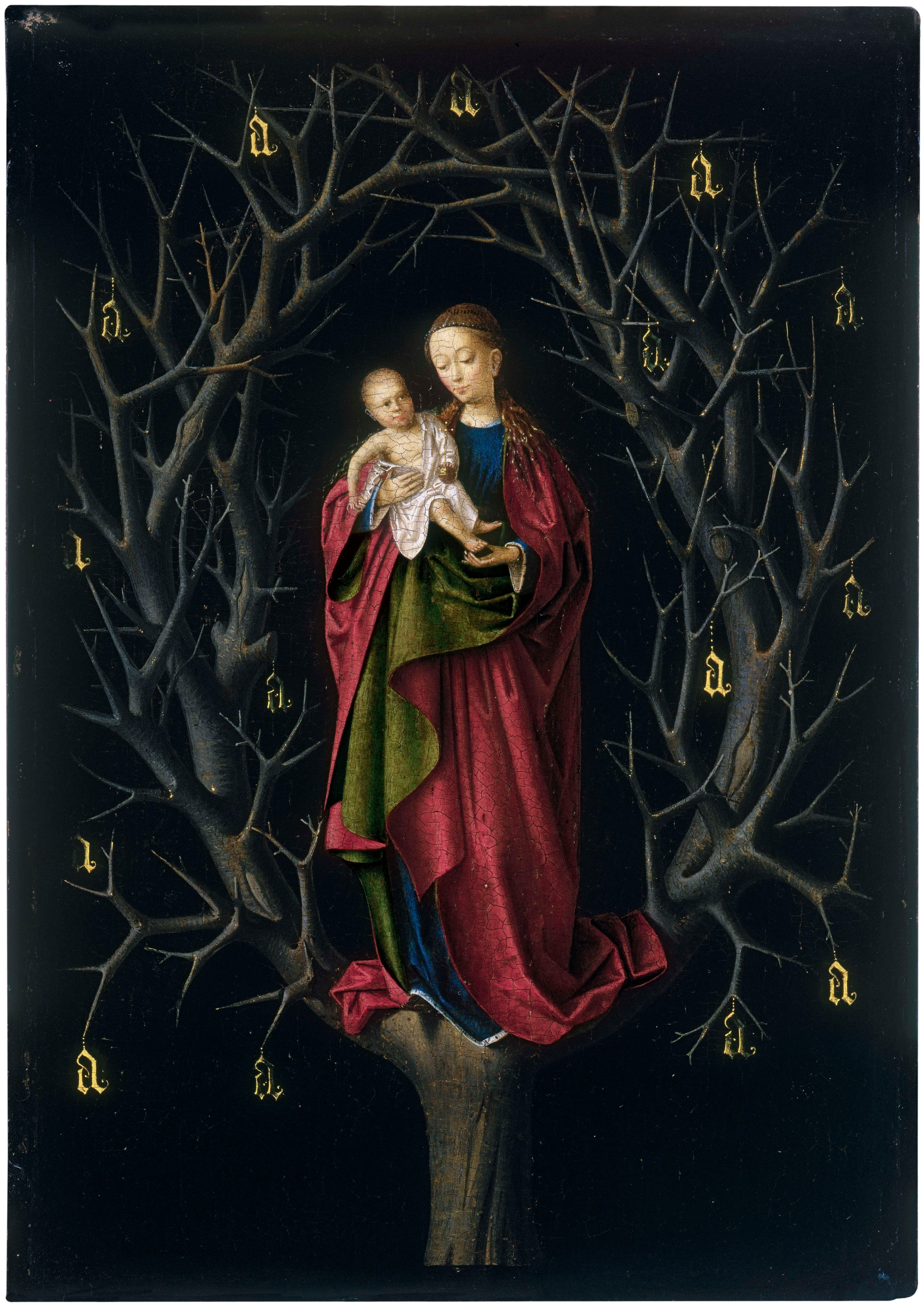
Мадонна Сухого Древа. 1462—1465. Дерево, масло. Музей Тиссена-Борнемисы, Мадрид
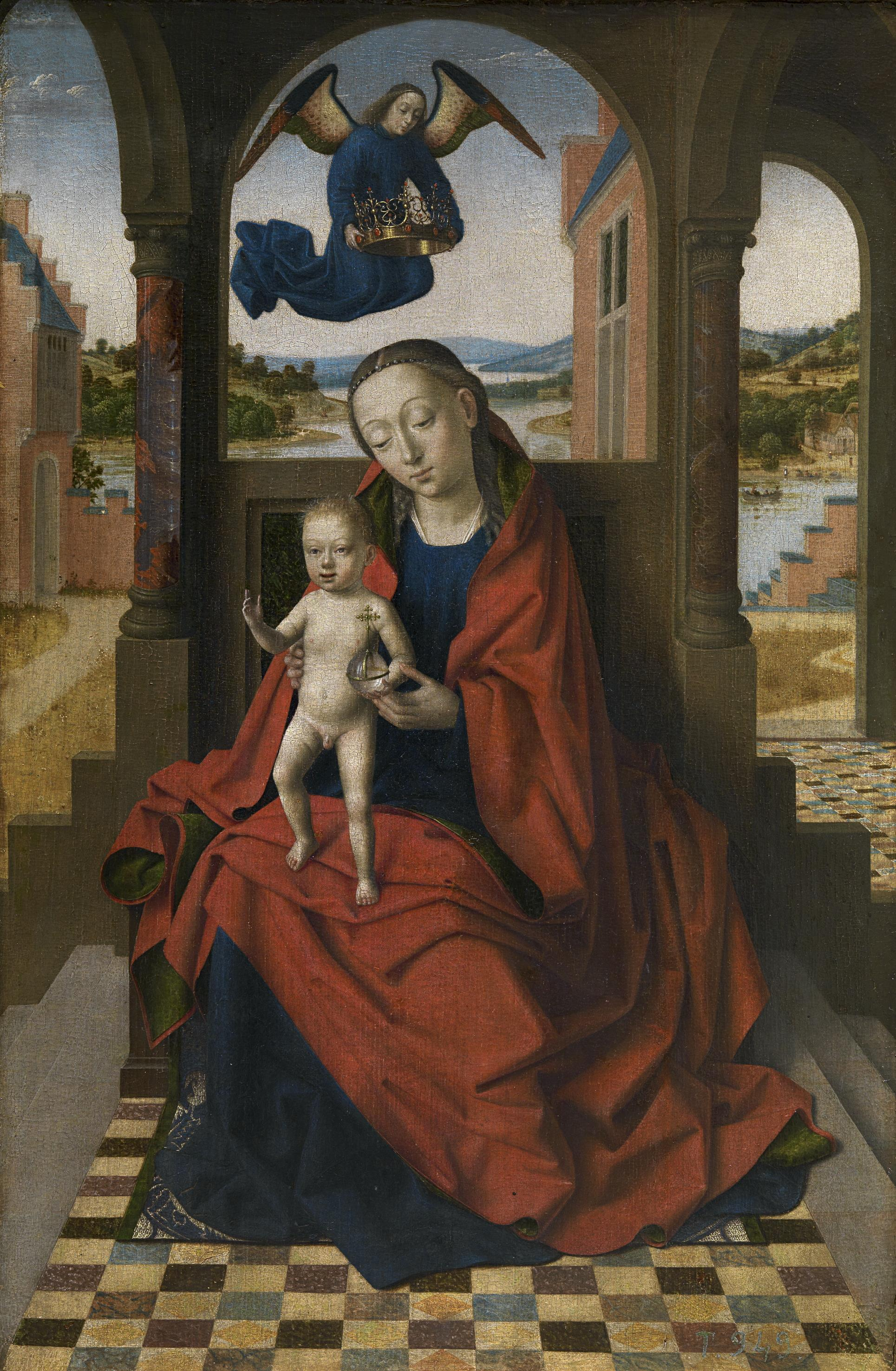
Мадонна с Младенцем. Ок. 1450. Дерево, масло. Прадо, Мадрид
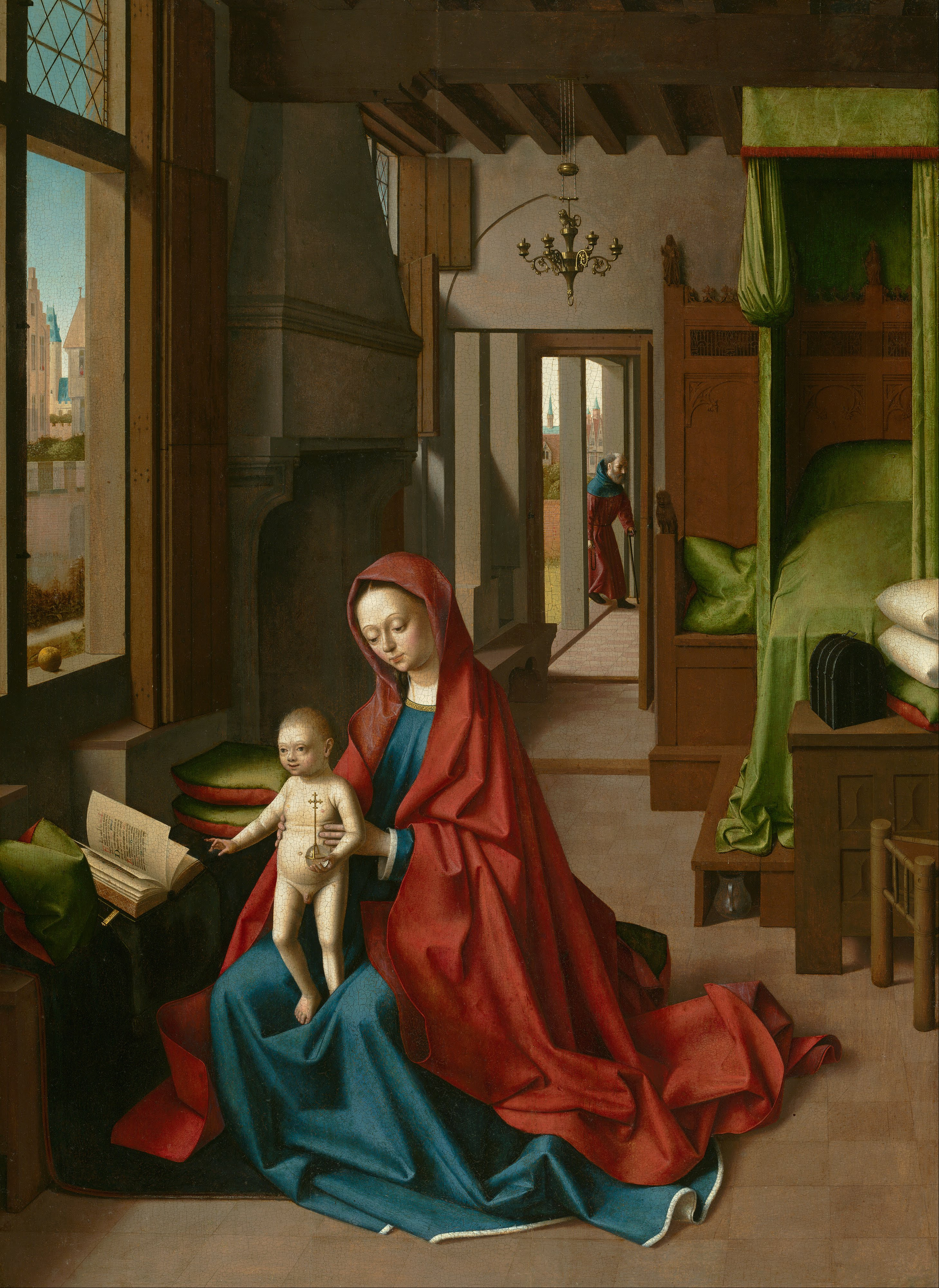
Мадонна с Младенцем в домашней обстановке. Между 1460 и 1467. Дерево, масло. Музей искусств Нельсона-Аткинса, Канзас-Сити. США
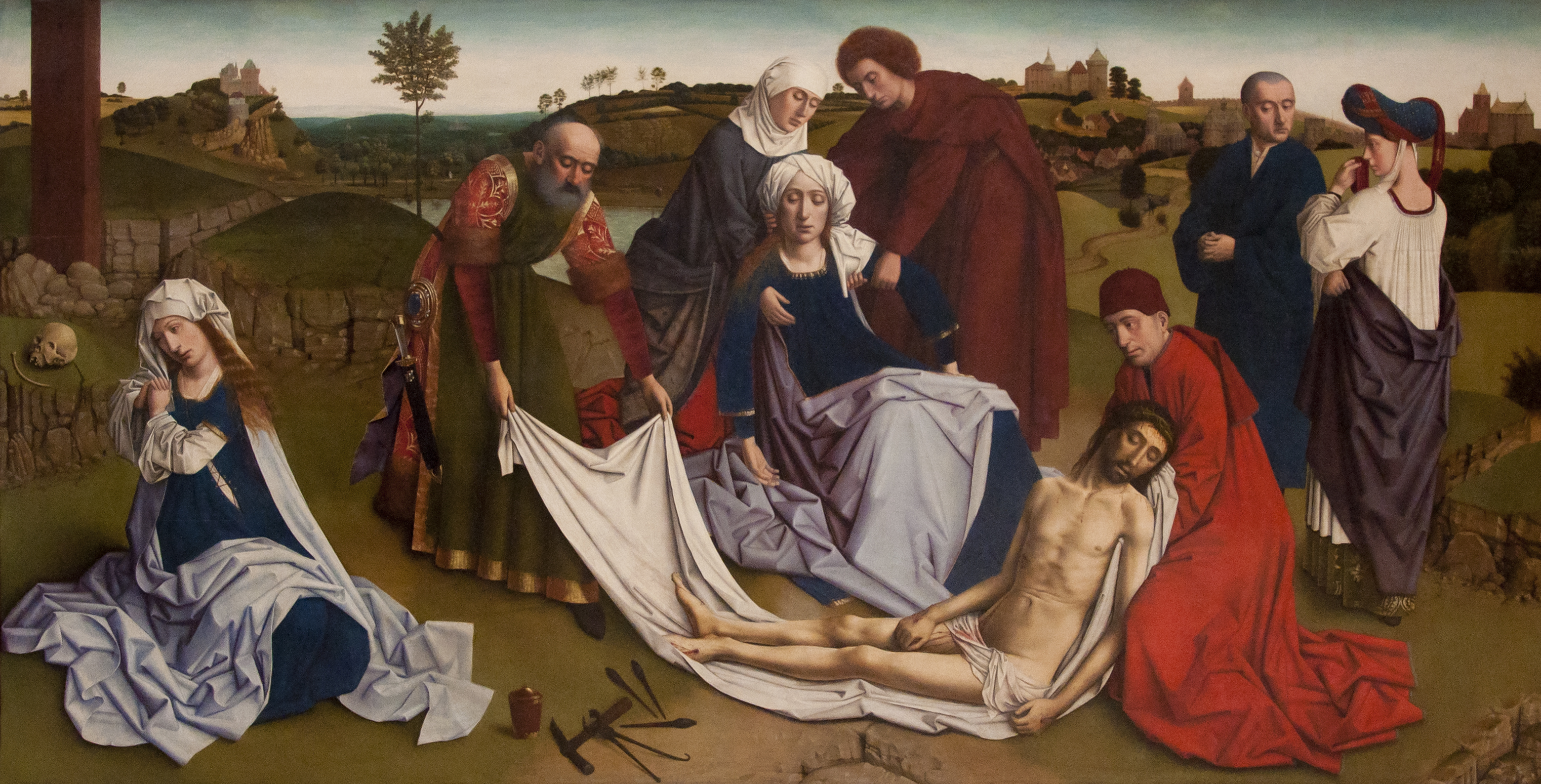
Оплакивание Христа. 1450-е гг. Дерево, темпера, масло. Королевские музеи изящных искусств, Брюссель
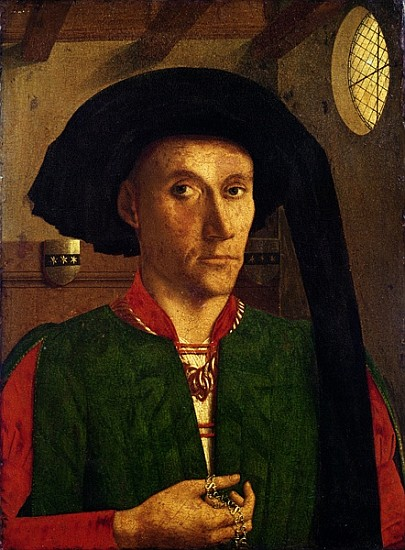
Портрет Эдварда Гримстона, дипломата на службе Генриха VI, короля Англии. 1446. Дерево, масло. Национальная галерея, Лондон
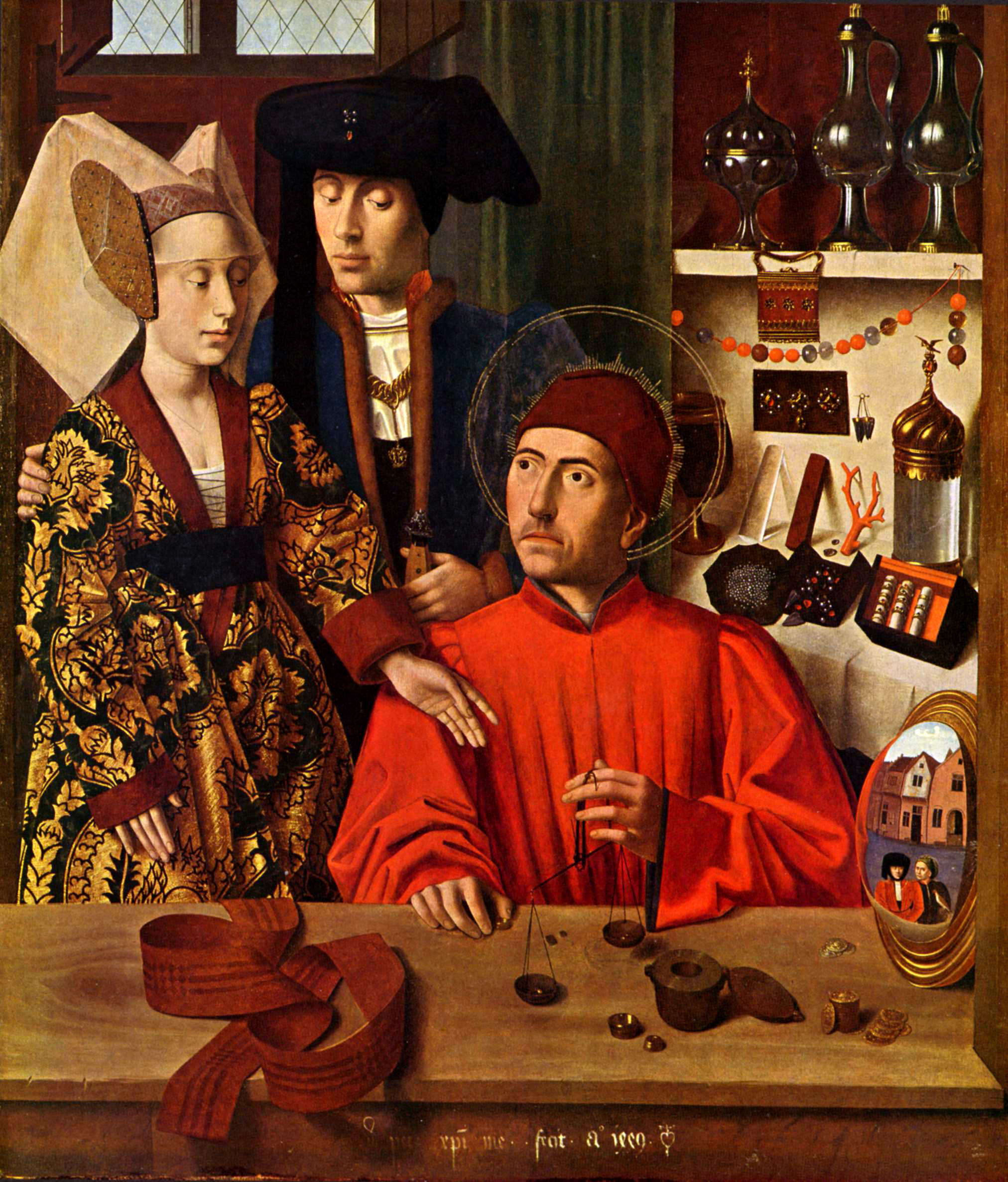
Святой Элигий в мастерской. 1449. Дерево, темпера, масло. Метрополитен-музей, Нью-Йорк
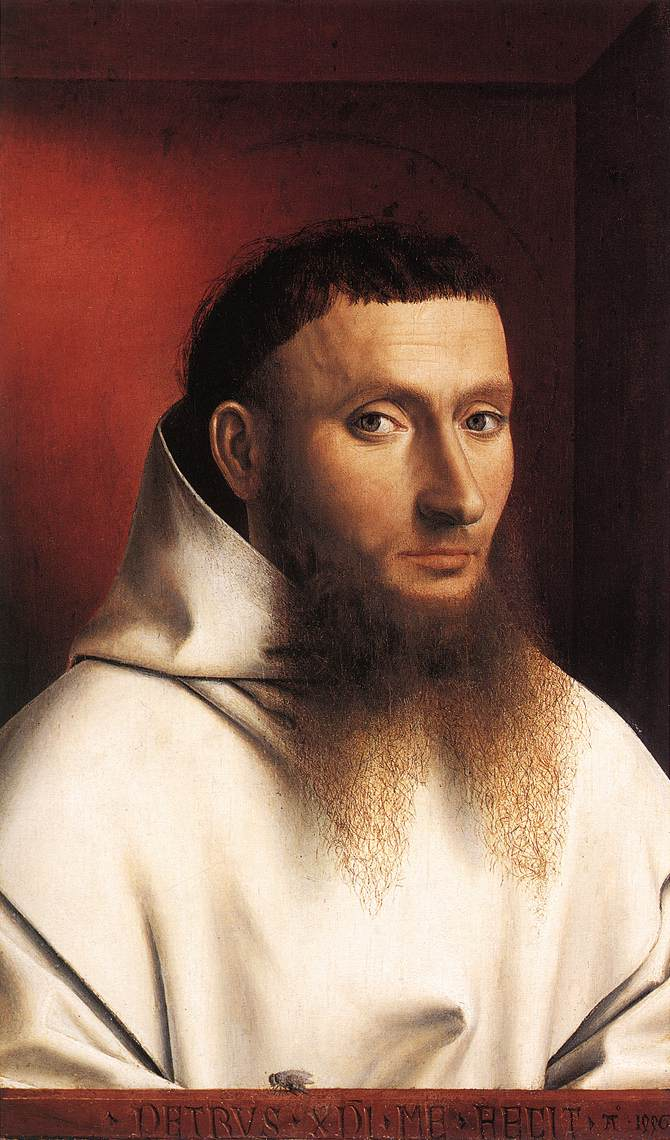
Портрет картузианца. 1446. Дерево, масло. Метрополитен-музей, Нью-Йорк

## В культуре
Петрус Кристус является персонажем фильма «Фламандские секреты» («Тайны фламандцев») 1974 г.